# Hassan Khan

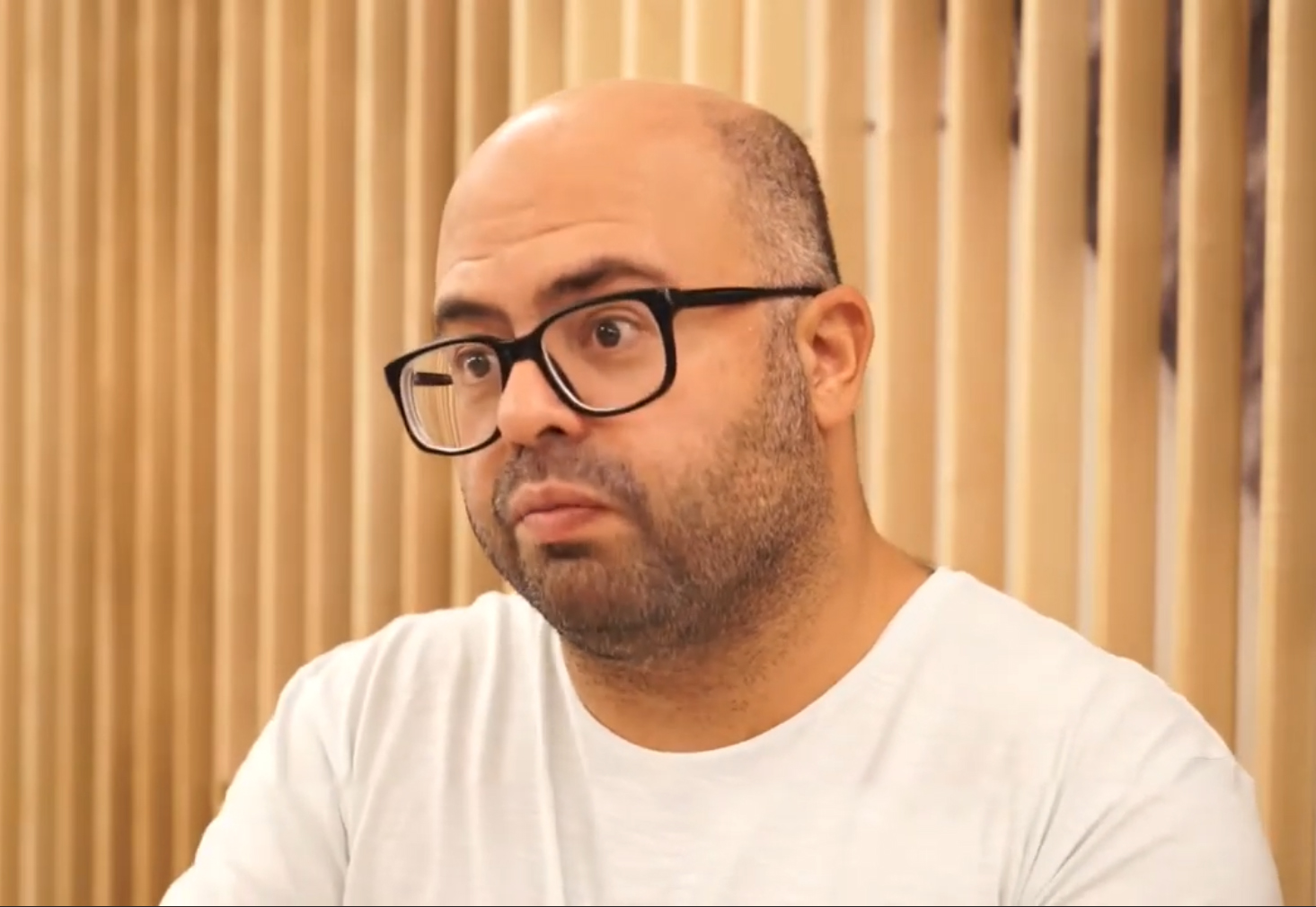
Hassan Khan (2017)

Hassan Khan (* 1975 in London) ist ein britisch-ägyptischer Konzeptkünstler,  der in Kairo lebt und arbeitet.

## Leben und Werk
Hassan Khan absolvierte 1995 den Bachelor und 2004 den Master für Englisch und Komparatistik an der American University in Cairo. Hassan Khan wurde als Professor für Freie Bildende Kunst an die Städelschule in Frankfurt am Main berufen.

„Hassan Khan arbeitet in einem interdisziplinären Format, in erster Linie mit Sound und Video, aber auch in Schriften, Performances, Plastiken, Installationen und Fotografien, bedient sich der Künstler einer konzeptuellen und formalen und zugleich persönlichen und emotionalen Herangehensweise. Mit seinen Untersuchungen kultureller Phänomene und der Angewohnheiten von Menschen, Orten und sogar Dingen ist er auf der Suche nach einer Logik des Gefühls, die sich mit einer universellen Sprache verbindet. In seiner Kunst geht es um Verständigung und Gesten, um Konzepte von Sprache und Kunst – wobei Kunst selbst als eine vom verwendeten Medium unabhängige Sprache verstanden wird.“

Hassan Khan stellte 2012 auf der dOCUMENTA (13) aus, war 2014 für den Hugo Boss Prize nominiert und ist Preisträger des Silbernen Löwen der 57. Biennale di Venezia im Jahr 2017.